# Liste der AGR
In der Liste der AGR werden alle Advanced Gas-cooled Reactors weltweit aufgelistet. Dieser Reaktortyp wurde nur in Großbritannien gebaut. Oft werden auch die inzwischen stillgelegten UNGG-Reaktoren in Frankreich zu den AGR gezählt, da der Aufbau dieser Reaktoren sehr ähnlich mit dem der britischen AGR ist. UNGGs sind jedoch in dieser Liste nicht aufgeführt.
In Betrieb befindliche Reaktoren sind grün gekennzeichnet, bereits abgeschaltete rot.

## Reaktoren
| Bezeichnung      | Inbetrieb- nahme | Stilllegung (geplant) | Nettoleis- tung (MW) | Bruttoleis- tung (MW) |
| ---------------- | ---------------- | --------------------- | -------------------- | --------------------- |
| Dungeness B1     | 1985             | 2021                  | 520                  | 615                   |
| Dungeness B2     | 1989             | 2021                  | 520                  | 615                   |
| Hartlepool A1    | 1989             | (2027)                | 595                  | 655                   |
| Hartlepool A2    | 1989             | (2027)                | 595                  | 655                   |
| Heysham A1       | 1989             | (2027)                | 585                  | 625                   |
| Heysham A2       | 1989             | (2027)                | 575                  | 625                   |
| Heysham B1       | 1989             | (2030)                | 620                  | 680                   |
| Heysham B2       | 1989             | (2030)                | 620                  | 680                   |
| Hinkley Point B1 | 1976             | 2022                  | 410                  | 655                   |
| Hinkley Point B2 | 1976             | 2022                  | 410                  | 655                   |
| Hunterston B1    | 1976             | 2021                  | 430                  | 644                   |
| Hunterston B2    | 1977             | 2022                  | 430                  | 644                   |
| Torness 1        | 1988             | (2030)                | 600                  | 682                   |
| Torness 2        | 1989             | (2030)                | 605                  | 682                   |
| Windscale AGR    | 1963             | 1981                  | 24                   | 36                    |

## Bilder

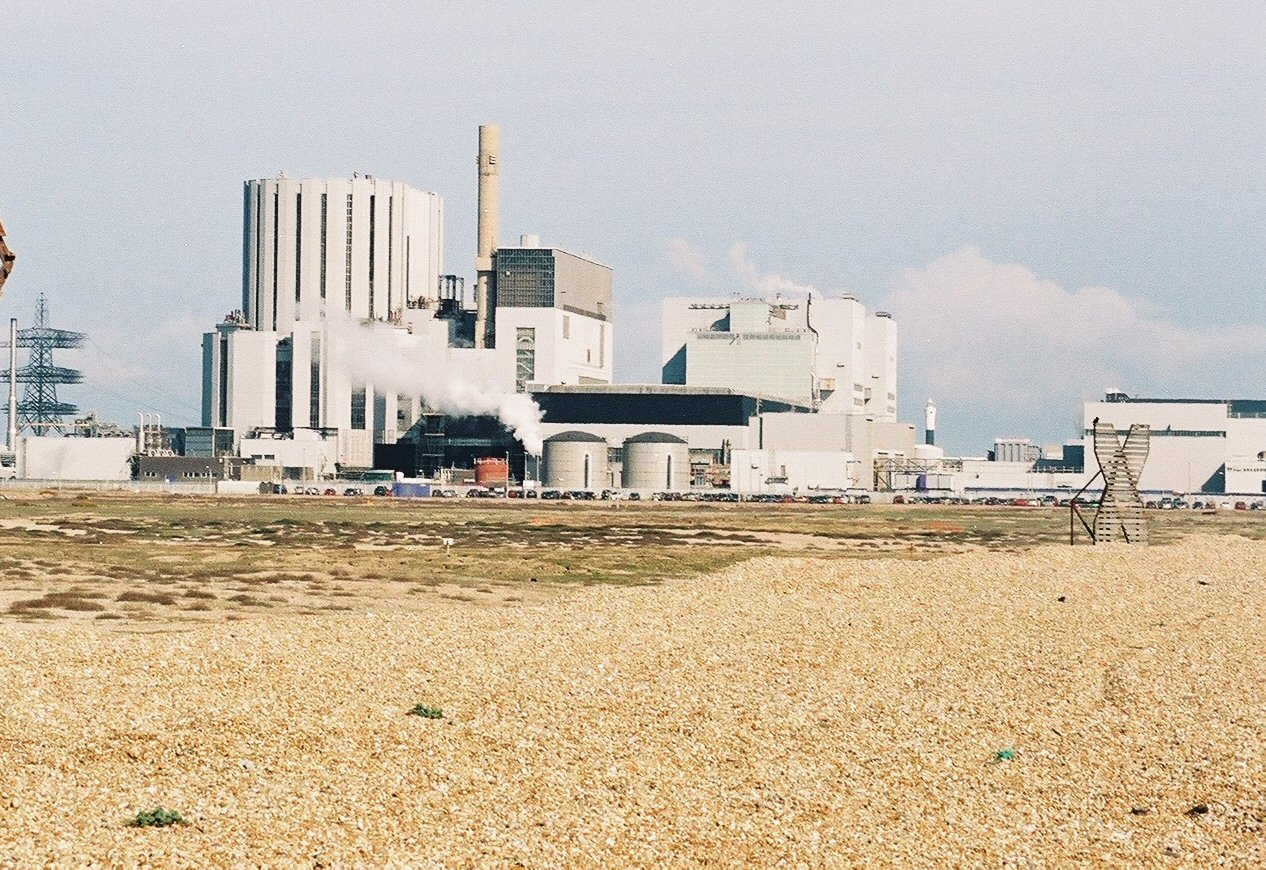
Kernkraftwerk Dungeness
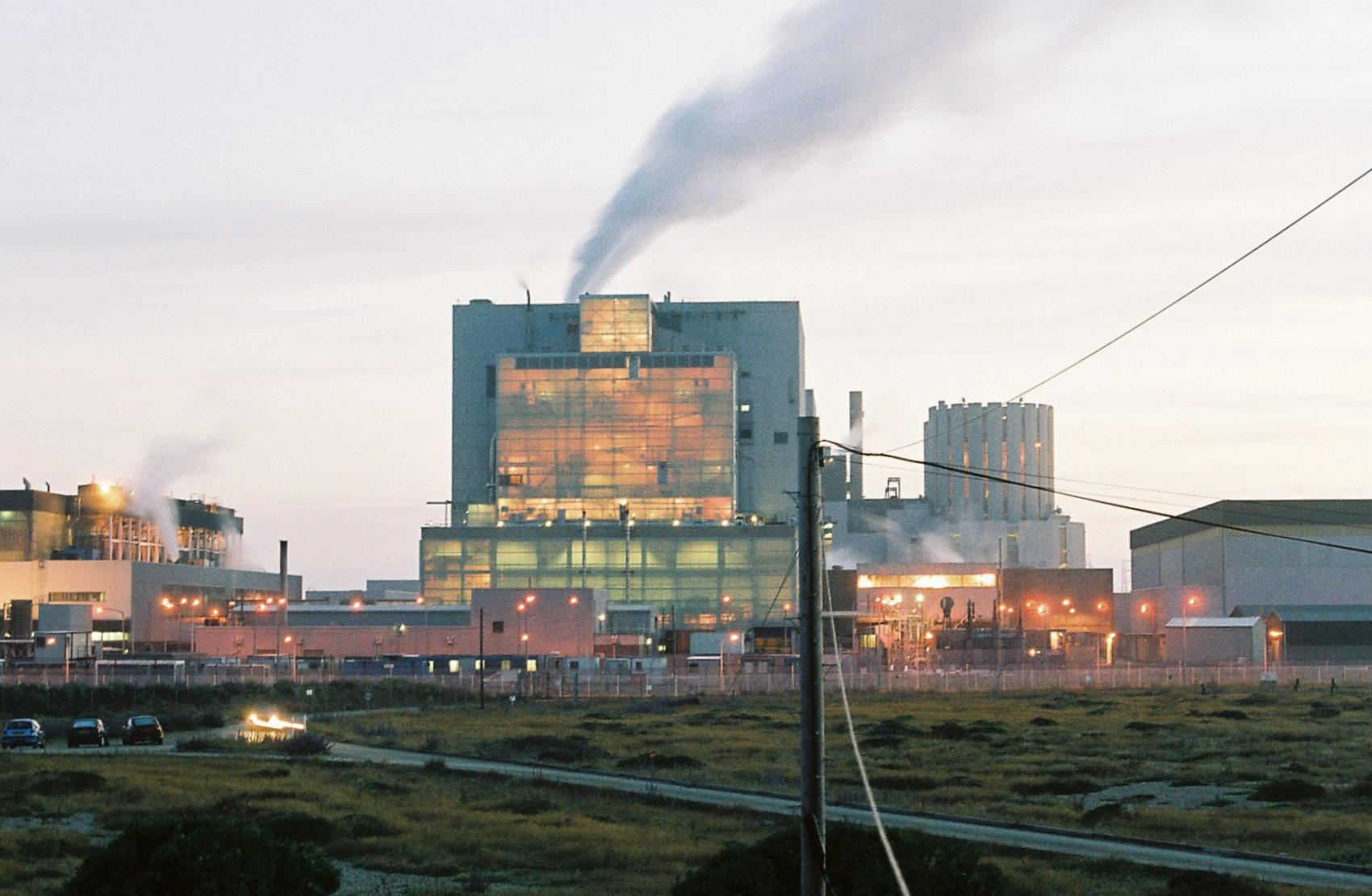
Kernkraftwerk Dungeness
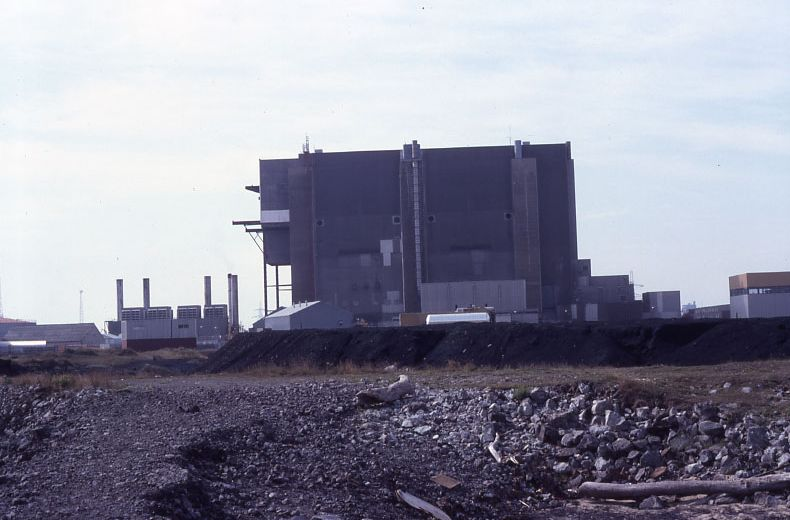
Kernkraftwerk Hartlepool 1983
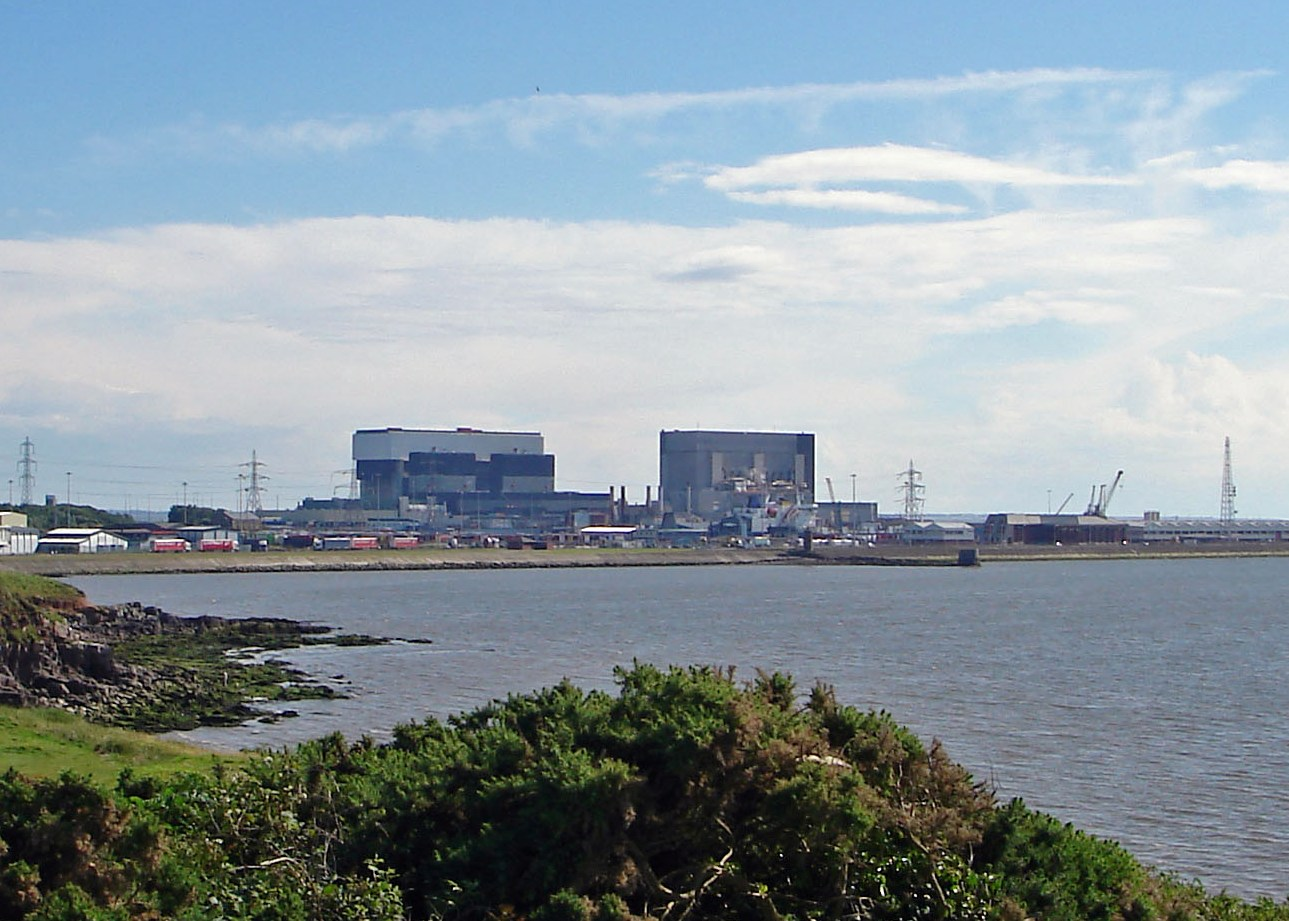
Kernkraftwerk Heysham
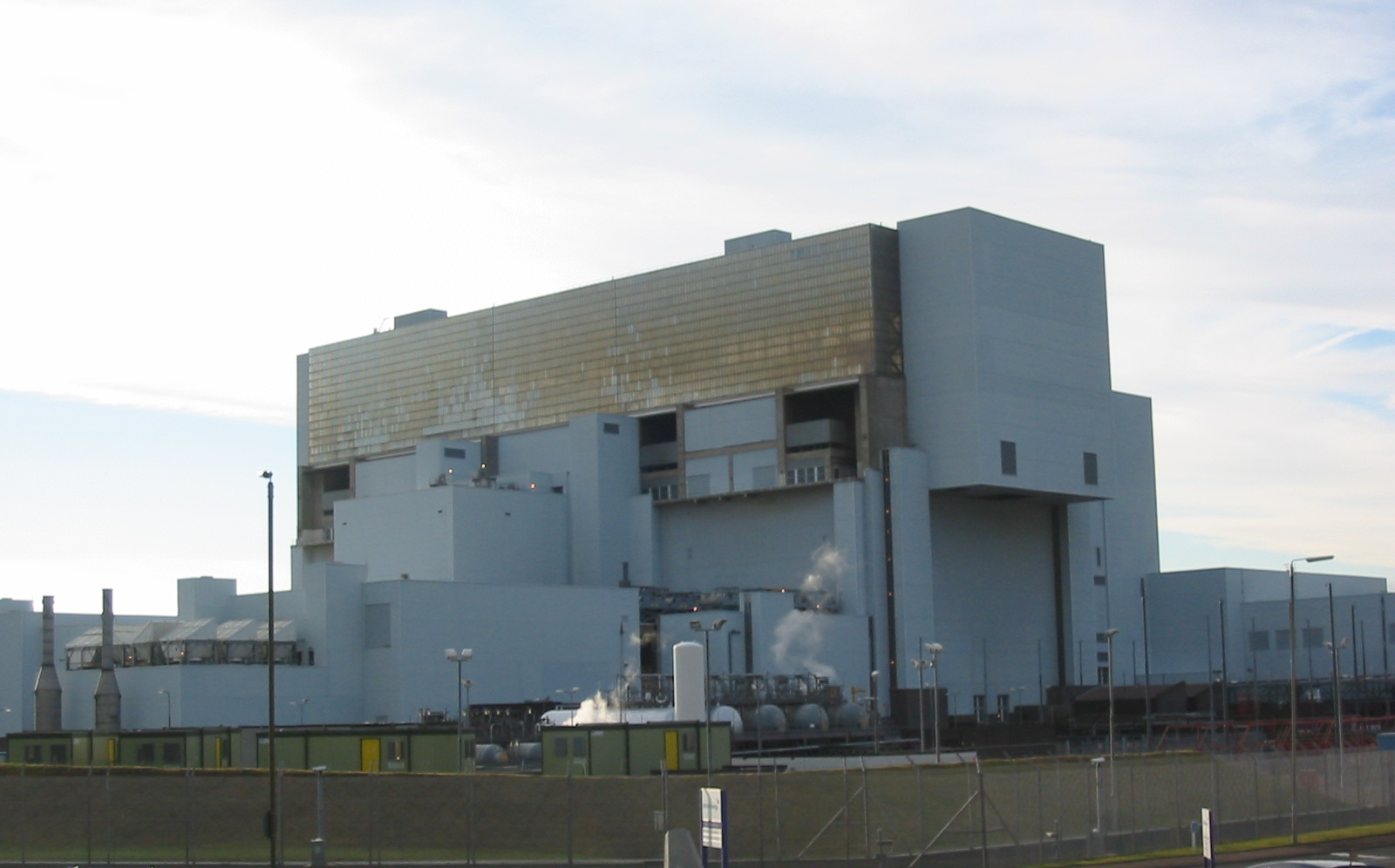
Kernkraftwerk Torness